# Nenne Lindberg
Nenne Lindberg, folkbokförd Lennart Holger Arne Lindberg, född 2 mars 1954 i Nässjö, Småland, är en svensk sångarevangelist, musiker och tältmötesarrangör.
Nenne Lindberg reste under många år som sångarevangelist med kusinen Ted Sandstedt och de har även medverkat i TV. Numera uppträder han oftast med Siwert Lindberg och Emilia Lindberg. 2004 köpte han evangelisationstidningen Något för alla. Nenne Lindberg väckte stor uppmärksamhet när han tog hem storvinst på trav, en vinst som delvis användes för investering i ett stort mötestält. Han har sedan arrangerat tältmötesfestivaler där han engagerat både profana och sakrala artister.
Lindberg är brorson till väckelsepredikanten Målle Lindberg samt kusin till musikern Siwert Lindberg och sångarevangelisten Ted Sandstedt. Nenne Lindbergs dotter Emilia Lindberg (född 1990) är också sångerska.

## Diskografi i urval
- 1985 – Nenne & Ted: Ett steg
- 1992 – Målle Lindberg, Nenne & Ted: Musik till tusen
- 1995? - Nenne & Ted: Country Gospel
- 2003 - Nenne Lindberg: Mot högre höjder
- 2009? – Nenne & Ted: Nya Perspektiv
- 20?? – Nenne & Ted: År som gått (Samlings-CD)
- 20?? – Nenne Lindberg: Jag har hört om ett land